# Dương Văn Khoa
Dương Văn Khoa (sinh ngày 6 tháng 5 năm 1994) là một cầu thủ bóng đá chuyên nghiệp người Việt Nam hiện đang thi đấu ở vị trí hậu vệ cánh cho câu lạc bộ Thành phố Hồ Chí Minh.

## Sự nghiệp
Dương Văn Khoa từng được huấn luyện viên Toshiya Miura triệu tập vào danh sách đội tuyển U-23 Việt Nam chuẩn bị cho vòng loại U-23 châu Á 2016. Tuy nhiên, trước ngày vào giải, anh đã bất ngờ dính phải một chấn thương nặng và bị loại đầy đáng tiếc.
Ngày 7 tháng 8 năm 2022, trong trận đấu Thành phố Hồ Chí Minh làm khách trên sân của Nam Định, Dương Văn Khoa đã có hành vi đấm cầu thủ Phạm Mạnh Hùng của đội chủ nhà, sau khi bị anh này chơi tiểu xảo. Kết quả, Văn Khoa bị thẻ đỏ trực tiếp và bị đội bóng kỷ luật nội bộ.

## Danh hiệu
Than Quảng Ninh
- Cúp Quốc gia: 2016
- Siêu cúp Quốc gia: 2016